# 卡尔索利
卡尔索利（義大利語：Carsoli），是意大利阿奎拉省的一个市镇。总面积95.22平方公里，人口5591人，人口密度58.7人/平方公里（2009年）。ISTAT代码为066025。